# Зиреево
Зире́ево — деревня в муниципальном округе Егорьевск Московской области России.

## География
Деревня Зиреево расположена в северо-восточной части муниципального округа Егорьевск, в 9 километрах к северо-востоку от города Егорьевска. В 500 метрах к востоку от деревни протекает река Цна. Высота над уровнем моря 137 метров.

## Название
В письменных источниках деревня упоминается как Дуловская, Зиреево тож (1554 год), позже Зиреевская, современный вариант Зиреево закрепился за деревней в советский период.
Оба названия связаны с некалендарными личными именами Дуло и Зирей. В писцовой книге 1554 года упоминаются жители деревни Зиреевы. Вероятно, название деревни от имени их отца Зирея.

## История
До отмены крепостного права в России жители деревни относились к разряду государственных крестьян, из числа бывших монастырских. С 1562 года эта деревня была в вотчине Чудова монастыря. В 1763 году владения Чудова монастыря перешли под управление Коллегии экономии и статус крестьян деревни изменился, они стали лично свободными. После 1861 года деревня вошла в состав Поминовской волости Егорьевского уезда. Приход находился в селе Ново-Егорьевское (оно же Власовское).
В 1926 году деревня входила в Власовский сельсовет Поминовской волости Егорьевского уезда.
В начале 1930-х годов был организован колхоз "1 мая", который впоследствии влился в колхоз «Заветы Ильича» (Саввино).
До 1994 года Зиреево входило в состав Саввинского сельсовета Егорьевского района, а в 1994—2006 годы — Саввинского сельского округа.
До 2015 года входила в состав сельского поселения Саввинское.
В 2015 году вошла в состав городского округа Егорьевск, образованного в том же году путём упразднения Егорьевского района и объединения всех его поселений в единый городской округ.

## Демография
В 1885 году в деревне проживало 173 человека, в 1905 году — 230 человек (119 мужчин, 111 женщин), в 1926 году — 134 человека (61 мужчина, 73 женщины). По переписи 2002 года — 7 человек (1 мужчина, 6 женщин). Население — 12 человек (2010).
| 1859 | 1868 | 1885 | 1905 | 1926 | 2002 | 2006 |
| ---- | ---- | ---- | ---- | ---- | ---- | ---- |
| 134  | ↗145 | ↗173 | ↗230 | ↘134 | ↘7   | →7   |
| 2010 |      |      |      |      |      |      |
| ↗12  |      |      |      |      |      |      |